# Greg McLean
Greg Mclean é um diretor, roteirista e produtor australiano.

## Carreira
Sua experiência profissional se estende por teatro, cinema e televisão. Após o treinamento como artista plástico especializado em pintura, Greg estudou no Instituto Nacional de Arte Dramática (NIDA), completando seus estudos com um diploma de pós-graduação em direção. Seu sucesso lá, assegurou trabalhar com um dos diretores mais conceituados de teatro da Austrália, Neil Armfield, sobre sua produção altamente aclamada de Hamlet - que estrelou Geoffrey Rush, Cate Blanchett e Richard Roxburgh.
Sob a produção da sua empresa GMF (Greg McLean Film), Greg tem produzido e dirigido dezenas de comerciais de televisão, vídeos institucionais e videoclipes. Estas produções têm lhe permitido empregar uma ampla variedade de estilos de direção, métodos de desempenho e técnicas de pós-produção. Ao longo dos últimos quatro anos Greg tem escrito uma série de roteiros de longa-metragem de diversos gêneros. O filme de grande sucesso internacional "Wolf Creek - Viagem ao Inferno" é seu primeiro filme. Greg também dirigiu "Morte Súbita", que apresenta um elenco que inclui Sam Worthington, Michael Vartan, Radha Mitchell e John Jarratt. Greg dirigiu em 2006"A Escuridão".

## Filmografia parcial
- 2005 - Wolf Creek - Viagem ao Inferno (Wolf Creek)
- 2007 - Morte Súbita (Rogue)
- 2016 - A Escuridão (The Darkness